# Xã Big Creek, Quận Sebastian, Arkansas
Xã Big Creek (tiếng Anh: Big Creek Township) là một xã thuộc quận Sebastian, tiểu bang Arkansas, Hoa Kỳ. Năm 2010, dân số của xã này là 3.715 người.